# Klemen Štimulak
Klemen Štimulak, slovenski kolesar, * 20. julij 1990, Dobrna.
Štimulak je nekdanji profesionalni kolesar, ki je tekmoval za ekipi Radenska–KD Financial Point in Adria Mobil med letoma 2009 in 2015, ko se je upokojil pri 25. letih. Leta 2013 je osvojil naslov slovenskega državnega prvaka v kronometru, v letih 2014 in 2015 pa naslov podprvaka. Leta 2014 je osvojil dirko Giro del Medio Brenta in modro majico za gorske cilje na Dirki po Sloveniji.